# لين غراهام (لاعب كرة قدم)
لين غراهام (بالإنجليزية: Len Graham)‏ (17 أكتوبر 1925 ببلفاست في المملكة المتحدة - 30 سبتمبر 2007 ببلاكبول في المملكة المتحدة) هو مدرب كرة قدم ولاعب كرة قدم أيرلندي شمالي في مركزي الدفاع والظهير، شارك في كأس العالم 1958. وشارك مع منتخب أيرلندا الشمالية لكرة القدم. أما مع النوادي، فقد لعب مع أردز ونادي توركي يونايتد ونادي دونكاستر روفرز وBrantwood F.C. ‏.

## وصلات خارجية
- لين غراهام على موقع الاتحاد الدولي (مؤرشف)  (الإنجليزية)
- لين غراهام على موقع ناشيونال فوتبول تيمز (الإنجليزية)
- لين غراهام على موقع عالم كرة القدم.نت (الإنجليزية)